# Changé (Sarthe)
Changé és un municipi francès situat al departament del Sarthe i a la regió de País del Loira. L'any 2007 tenia 5.735 habitants.

## Demografia

### Població
El 2007 la població de fet de Changé era de 5.735 persones. Hi havia 2.107 famílies de les quals 433 eren unipersonals (171 homes vivint sols i 262 dones vivint soles), 737 parelles sense fills, 826 parelles amb fills i 111 famílies monoparentals amb fills.
La població ha evolucionat segons el següent gràfic:
Habitants censats

### Habitatges
El 2007 hi havia 2.241 habitatges, 2.132 eren l'habitatge principal de la família, 37 eren segones residències i 73 estaven desocupats. 2.102 eren cases i 130 eren apartaments. Dels 2.132 habitatges principals, 1.684 estaven ocupats pels seus propietaris, 420 estaven llogats i ocupats pels llogaters i 28 estaven cedits a títol gratuït; 10 tenien una cambra, 112 en tenien dues, 290 en tenien tres, 505 en tenien quatre i 1.215 en tenien cinc o més. 1.853 habitatges disposaven pel capbaix d'una plaça de pàrquing. A 753 habitatges hi havia un automòbil i a 1.243 n'hi havia dos o més.

### Piràmide de població
La piràmide de població per edats i sexe el 2009 era:
| Homes | Edats   | Dones |
| ----- | ------- | ----- |
| 0     | 95 o +  | 4     |
| 8     | 90 a 94 | 20    |
| 32    | 85 a 89 | 60    |
| 24    | 80 a 84 | 24    |
| 64    | 75 a 79 | 84    |
| 68    | 70 a 74 | 52    |
| 148   | 65 a 69 | 136   |
| 132   | 60 a 64 | 128   |
| 112   | 55 a 59 | 128   |
| 228   | 50 a 54 | 180   |
| 188   | 45 a 49 | 200   |
| 208   | 40 a 44 | 216   |
| 192   | 35 a 39 | 216   |
| 224   | 30 a 34 | 188   |
| 132   | 25 a 29 | 132   |
| 96    | 20 a 24 | 92    |
| 216   | 15 a 19 | 176   |
| 196   | 10 a 14 | 204   |
| 232   | 5 a 9   | 196   |
| 148   | 0 a 4   | 144   |

## Economia
El 2007 la població en edat de treballar era de 3.675 persones, 2.628 eren actives i 1.047 eren inactives. De les 2.628 persones actives 2.441 estaven ocupades (1.299 homes i 1.142 dones) i 186 estaven aturades (85 homes i 101 dones). De les 1.047 persones inactives 421 estaven jubilades, 395 estaven estudiant i 231 estaven classificades com a «altres inactius».

### Ingressos
El 2009 a Changé hi havia 2.308 unitats fiscals que integraven 6.098 persones, la mediana anual d'ingressos fiscals per persona era de 20.449 €.

### Activitats econòmiques
Dels 245 establiments que hi havia el 2007, 2 eren d'empreses extractives, 4 d'empreses alimentàries, 2 d'empreses de fabricació de material elèctric, 13 d'empreses de fabricació d'altres productes industrials, 47 d'empreses de construcció, 51 d'empreses de comerç i reparació d'automòbils, 15 d'empreses de transport, 12 d'empreses d'hostatgeria i restauració, 4 d'empreses d'informació i comunicació, 19 d'empreses financeres, 8 d'empreses immobiliàries, 25 d'empreses de serveis, 24 d'entitats de l'administració pública i 19 d'empreses classificades com a «altres activitats de serveis».
Dels 66 establiments de servei als particulars que hi havia el 2009, 1 era una oficina de correu, 3 oficines bancàries, 7 tallers de reparació d'automòbils i de material agrícola, 1 taller d'inspecció tècnica de vehicles, 1 establiment de lloguer de cotxes, 2 autoescoles, 8 paletes, 2 guixaires pintors, 10 fusteries, 5 lampisteries, 8 electricistes, 1 empresa de construcció, 7 perruqueries, 6 restaurants, 2 agències immobiliàries, 1 tintoreria i 1 saló de bellesa.
Dels 10 establiments comercials que hi havia el 2009, 2 eren supermercats, 1 una gran superfície de material de bricolatge, 1 una botiga de menys de 120 m², 2 fleques, 1 una carnisseria, 1 una botiga de roba, 1 una botiga de mobles i 1 una floristeria.
L'any 2000 a Changé hi havia 56 explotacions agrícoles que ocupaven un total de 627 hectàrees.

## Equipaments sanitaris i escolars
El 2009 hi havia 2 farmàcies i 2 ambulàncies.
El 2009 hi havia 1 escola maternal i 1 escola elemental. Changé disposava d'un col·legi d'educació secundària amb 325 alumnes.

## Poblacions properes
El següent diagrama mostra les poblacions més properes.